# East Los Angeles
Ne doit pas être confondu avec East Los Angeles (région).
East Los Angeles (souvent abrégé en East L.A. ou East Los, en espagnol El Este de Los Ángeles) est une zone géographique « non-incorporée » (ne dépendant pas d'une administration municipale) du comté de Los Angeles, dans l'État de Californie. Lors du recensement de 2010, sa population s'élevait à 126 496 habitants. East Los Angeles est un quartier à forte influence latino-américaine de la mégapole californienne. Les communautés d'Amérique centrale, et notamment mexicaines, se sont en effet installées à l'est de Los Angeles, au cours des vagues d'immigration à partir du début du XXe siècle.

## Géographie
Selon le bureau du recensement des États-Unis, East Los Angeles a une superficie totale de 19,302 km2, dont 192 914 km2 de terre et 0,011 km2 d'eau, soit 0,06 %.

## Transport
Le métro de Los Angeles dessert East L.A. (ligne dorée (L) de 2009 à 2023, ligne E depuis).